# Heinrich Blücher
Heinrich Friedrich Ernst Blücher (Berlín, 29 de gener de 1899 – Nova York, 31 d'octubre de 1970) fou un poeta i filòsof alemany. Va ser el segon marit de Hannah Arendt a qui va conèixer a París el 1936. Durant la seva vida als Estats Units, Blücher va ser membre dels cercles acadèmics i intel·lectuals novaiorquesos.

## Biografia
Blücher va néixer a Berlín en un família de classe obrera. Va ser membre del Partit Comunista d'Alemanya fins al 1928, quan va deixar el partit en protesta per les seves polítiques estalinistes. Després es va convertir en membre d'un petit grup antiestalinista anomenat Kommunistische Partei-Opposition. El periodista Dwight Macdonald més tard descriuria la identitat política de Blücher com un «veritable anarquista sense esperança, un autodidacte que havia anat a l'escola nocturna però mai no s'havia graduat, un bohemi que fins al 1933 havia treballat als cabarets alemanys».
Com a comunista, Blücher, va haver de fugir d'Alemanya després de l'ascens del nazisme. Va escapar sense la documentació necessària per a travessar la frontera txecoslovaca, la mateixa ruta que va fer la seva futura esposa. Durant la seva estada a París, es va fer íntim amic de Walter Benjamin, a través del qual va conèixer Arendt. Es va casar amb Hannah Arendt i van emigrar a Nova York el 1941.
Heinrich Blücher va començar a ensenyar filosofia al Bard College el 1952, tot i no tenir estudis postsecundaris, on hi va treballar durant disset anys, així com a The New School for Social Research. Va continuar sostenint opinions radicals contra l'establishment, afirmant en una conferència que «la CIA s'ha infiltrat a la National Student Organization. Això significa que ens subornen, que ens fan servir i que ja no som acadèmics», afegint que si «el que diu el govern ha de ser correcte, caldrà difondre-ho i no serà possible cap dissidència. Si això ho anomenen consens ja se'n poden anar a l'infern», argumentant que els Estats Units «fan el que fan els altres, els totalitaris, els soviètics». Va morir d'un atac de cor a l'edat de 71 anys, a l'apartament que compartia amb Arendt al 370 Riverside Drive de Manhattan. Ambdós estan enterrats al cementiri del Bard College.

## Matrimoni amb Hannah Arendt
Arendt i Blücher es van conèixer el 1936, en un cafè del carrer Soufflot, sovintejat pel seu amic Walter Benjamin i altres emigrats alemanys. Arendt tenia vint-i-nou anys, Blücher trenta-set. Amdós fugien dels nazis. Blücher era considerat un militant comunista i, per tant, no tenia el permís de permanència necessari per a treballar a París, fet que comportava que s'hagués de traslladar d'hotel en hotel. Tots dos estaven encara formalment casats tot i que separats dels seus cònjuges. A causa de les pressions per la manca de ciutadania i el seu estat civil, Blücher i Arendt no es casarien fins al 1940. El matrimoni durà fins al final tot i experimentar diferents formes de relació. El 1952 la parella era poliamororosa. En una carta a Blücher, Arendt ho explicava amb entusiasme: «Sí, amor, els nostres cors han crescut realment l'un cap a l'altre i els nostres passos van a l'uníson. Aquests ximples que es creuen lleials si renuncien a la seva vida activa i s'uneixen a un únic no tenen vida en comú, ni tampoc vida. Si no fos tan arriscat, algun dia hauríem d'explicar al món què és realment un matrimoni».

## Pensament
Blücher va animar Arendt a involucrar-se en el marxisme i la teoria política, tot i la manca d'ortodòxia d'ella alhora d'interpretar Karl Marx, tal com es mostra en el seus treballs com Els orígens del totalitarisme (1951) i La condició humana (1958). Blücher va encunyar el terme «principi antipolític» per a descriure la destrucció del totalitarisme d'un «espai de resistència», un terme que va prendre a través d'Arendt de Karl Jaspers.
Blücher creia, juntament amb Arendt i Martin Heidegger, que la ciència tenia una mentalitat que amenaçava primer la religió i després la filosofia. Va argumentar que aquesta creença, que havia aprés a Science and the Modern World d'Alfred North Whitehead, era la mateixa creença que ja tenia el filòsof presocràtic Heràclit. També va distingir Heràclit de la metafísica, argumentant que «Heràclit, com Buda, Sòcrates i Jesús, era un filòsof absolutament no místic i també un ésser totalment no màgic». Va veure el principi d'incertesa de Heisenberg com a indicatiu d'una necessitat per al desenvolupament d'una filosofia de la ciència explícita i rigorosa. Va afavorir aquesta necessitat mitjançant la invocació de la divinització de la ciència seguint les línies kantianes, escrivint que «el fet que en el mateix moment en què l'home volia establir un principi per sobre d'ell mateix i que després no va poder anomenar-lo Déu ni Absolut, sinó que va triar una cosa concreta per convertir-la en absoluta (com la raó humana, què si no), aquest fet indica que quan alguna cosa concreta es considera absoluta, tot es redueix al mateix argument: que l'home és Déu». I afegí que «no hi ha cap ciència, art, filosofia, política o religió que no tingui la seva arrel en la qüestió de la moral».
Blücher va rebutjar tant la religió com la ciència com a fonts de moralitat i, en canvi, va plantejar allò que es pot interpretar com una concepció republicana clàssica de la llibertat, escrivint que «Tot el que fem implica una decisió ètica i moral. Hem de recuperar aquesta llibertat. Fa massa temps que creiem que ens poden dir què hem de fer. Van intentar dir-nos què fer per l'autoritat de Déu, van intentar dir-nos què havíem de fer amb l'autoritat de la ciència, i ara ja no se sostenen. Hem de decidir-nos sobre el que fem i el que farem. Aquesta és l'essència de la llibertat. No és una llibertat que estigui a tocar. És una llibertat que s'ha d'establir, que s'ha de conservar i que s'ha de desenvolupar, si no s'esvaeix com l'aire».

## Obra publicada
- The Axis Grand Strategy: Blueprints for the Total War, Published 1942.
- Blücher, Heinrich, Rösener, Ringo, ed. (2020). Versuche über den Nationalsozialismus, Göttingen, Wallstein.[10]